# 구자촌
구자촌(久佐村)은 시마네현 나카군에 있던 촌이다. 현재의 하마다시의 일부에 해당한다.

## 역사
- 1889년 4월 1일 - 정촌제 시행에 의해 나카군 미하시촌이 성립하였다.
- 1923년 2월 11일 - 나카군 미마타촌, 이난촌(일부, 다이지 우쓰이·사노)과 합병해 이마후쿠촌을 신설하고 폐지되었다.